# گوین (فرانسه)

فرانسه در سال ۱۴۷۷، زمانی که گوین بخشی از قلمرو سلطنتی بود

دولت ژنرال گوین و گاسکونی در سال ۱۷۳۳

گوین یا گویین (‎/ɡiˈjɛn/‎ , فرانسوی: [ɡɥijɛn] ; اکسیتان: Guiana [ˈɡjanɔ]) یک استان قدیمی فرانسه بود که تقریباً با استان رومی آکیتانیا سکوندا و اسقف‌نشین بوردو مطابقت داشت.
نام "Guyenne" از Aguyenne، تبدیل محبوب آکیتانیا گرفته شده است. در قرن دوازدهم، همراه با گاسکونی، دوک‌نشین آکیتن را تشکیل داد که با ازدواج الینور، دوشس آکیتن با هنری دوم، پادشاه انگلستان، تحت سلطه پادشاهان انگلستان قرار گرفت.
در قرن سیزدهم، از طریق فتوحات فیلیپ دوم، لوئی هشتم و لوئی نهم، گوین در محدوده کوچکتر تعیین شده توسط معاهده پاریس (۱۲۵۹) محصور و از آکیتن متمایز شد. پس از آن گوین شامل بوردلیه‌ها (کناره قدیمی بوردو)، بازدای‌ها، بخشی از پریگورد، لیموزین، کوئرسی و روئرگ و آگنایی‌هایی بود که فیلیپ سوم در معاهده آمیان (۱۲۷۹) به ادوارد یکم واگذار کرد. هنوز با گاسکونی متحد شده بود، دوک‌نشینی را تشکیل داد که از شارانتس تا پیرنه امتداد داشت. این دوک‌نشین به عنوان یک تیول با شرایط ادای احترام به پادشاهان فرانسه اداره می‌شد و در سال‌های ۱۲۹۶ و ۱۳۲۴ به دلیل کوتاهی در وظایف فئودالی توسط پادشاهان فرانسه مصادره شد.
در معاهده برتینی (۱۳۶۰)، ادوارد سوم پادشاه انگلستان به همراه اونیس، سنتونژ، آنگوموا و پوآتو، حاکمیت کامل دوک‌نشین گوین را به دست آورد. پیروزی برتراند دو گوسکلین و گاستون سوم، کنت فوکس، اندکی بعد دوک‌نشین را به محدوده قرن سیزدهم خود بازگرداند. سرانجام در سال ۱۴۵۱ توسط شارل هفتم فتح شد و به تاج پادشاهی فرانسه ملحق شد. در سال ۱۴۶۹، لوئی یازدهم آن را در ازای قلمروهای شامپاین و بری به برادرش شارل، دوک بری داد، پس از مرگ او در سال ۱۴۷۲، دوباره به قلمرو سلطنتی متحد شد.
سپس گوین یک دولت تشکیل داد (gouvernement général) که از قرن هفدهم به بعد با گاسکونی متحد شد. در سال ۱۷۷۹، لوئی شانزدهم مجامع استانی گوین را تشکیل داد و به فکر گسترش مجمع به استان‌های دیگر بود، اما پس از تجربه مخالفت طبقات ممتاز در گوین، این ایده را کنار گذاشت. دولت گوین و گاسکونی (Guienne et Gascogne، به پایتختی بوردو، تا پایان رژیم پیشین (۱۷۹۲) ادامه داشت. تحت انقلاب فرانسه، بخش‌های تشکیل‌شده از گوین مربوط به ژیروند، لات ات گارون، دوردون، لات، آویرون و بخش اصلی تارن و گارون بودند.